# Te necesito (canción de Amaral)
«Te necesito» es el título de una canción de 2002 interpretada por la banda española de pop Amaral.

## Descripción
Se trata del segundo sencillo del tercer álbum de estudio de la banda, titulado Estrella de mar y fue lanzado al mercado el 8 de abril de 2002.
La canción recrea la dependencia emocional hacia un ser amado, aunque perdido en la distancia. Para recuperar esa presencia, el narrador incluso le daría su alma al mismismo ángel negro. 
Aunque se trata de uno de los mayores éxitos de la banda, desde algunos medios se lanzaron acusaciones de plagio del tema That was my veil, de PJ Harvey. Eva Amaral lo negó categóricamente y la acusación nunca ha sido demostrada.

## Versiones
En la edición latinoamericana de Estrella de mar, se incluyó una versión acústica del tema, en dueto con Beto Cuevas. Amaral también ha realizado una versión en lengua italiana (Di te ho bisogno).
El tema ha sido versionado por las cantantes Leticia y Nuria en el talent show de Televisión española Operación Triunfo (2003).
Alcanzó el número 1 de la lista de Los 40 principales el 15 de junio de 2002.

## Posicionamiento en listas
| País   | Lista              | Mejor posición |
| ------ | ------------------ | -------------- |
| España | Los 40 principales | 1              |